# C/2015 F5 (SWAN-Xingming)
C/2015 F5 (SWAN-Xingming) — одна з довгоперіодичних параболічних комет. Ця комета була відкрита 29 березня і 4 квітня 2015 року; блиск на час відкриття: 12.7m. 